# إنتر ميلان موسم 2005–06
كان موسم 2005–06 هو الموسم السابع والتسعين على التوالي لنادي إنتر ميلان في الدوري الإيطالي.